# 潘明秀殺夫案
潘明秀殺夫案是1995年發生在台灣的重大刑事案件。婦人潘明秀殺了情夫後，又供出三年前已殺了丈夫的相關內幕。潘明秀最後以無期徒刑定讞，並在服刑十六年後假釋，相關事件曾被改編成電視劇播出。

## 發生過程
1995年10月13日，台北市士林區外雙溪劍南路山區發現22歲的汽車業務員徐志忠的屍體。徐志忠的女友潘明秀在警方調查後說出實情，她是因為不滿徐志忠將自己新歡的太太毀容，再加上三年前徐志忠與她合伙殺害她當時的丈夫後，又經常提及此事，讓她感到頗受威脅，才計畫行兇。潘明秀和先生同是小兒麻痺患者，因婚後常受先生毆打，聯合情夫殺了丈夫；再聯合新的情夫，殺了舊情夫。
潘明秀在台北看守所羈押了四年，先被判死刑，最後以無期徒刑定讞。定讞後轉送到桃園女子監獄服刑，在桃女監十一年多，這期間潘明秀入獄時只有三歲的女兒，就讀高中時在桃園阿嬤家中跳樓身亡。觀護人去看她時，見她強忍淚水，但都沒有哭出來，感到她真的很堅強而很動容。
2011年4月，矯正署指定台中女子監獄為「女性受刑人性侵及家暴案件專業收容監」，針對受性侵及家暴的女受刑人集中輔導，潘明秀便在同年7月1日被移到台中女子監獄，同年12月5日假釋。從入監至假釋出獄，共在獄中16年。

## 事件影響
潘明秀獨生女在2006年12月25日跳樓自殺，未留遺書說明原因。不過她在生前刻意隱瞞母親涉及的案件，桃園療養院兒童精神科主治醫師受媒體訪問時，認為其自殺原因與無法宣洩此事，心理創傷無法修復有關。
此事件被台灣電視劇《藍色蜘蛛網》取材，並在標題上冠上「黑寡婦」。
而警世劇場 《台灣靈異事件》蜘蛛女轉世、《關鍵時刻 (民視)》迷情殺機、《玫瑰瞳鈴眼》銷魂毒姝亦是改編此事。